# Foni Jarrol
Il distretto di Foni Jarrol è un distretto del Gambia nella Divisione della West Coast con 5.943 abitanti al censimento del 2003.

## Società

### Evoluzione demografica
In base ai dati del censimento 1993 la popolazione del distretto era così suddivisa dal punto di vista etnico:
| Etnia       | Abitanti | %     |
| ----------- | -------- | ----- |
| Mandingo    | 1.149    | 24,37 |
| Fulani      | 945      | 20,04 |
| Wolof       | 22       | 0,47  |
| Jola        | 1.790    | 37,96 |
| Serahule    | 5        | 0,11  |
| Altre etnie | 804      | 17,15 |